# Союз беломорских карел
Сою́з беломо́рских каре́л (Союз архангельских карел) (фин. Vienan karjalaisten liito) — национальная общественная организация карельского населения северной Карелии.

## История

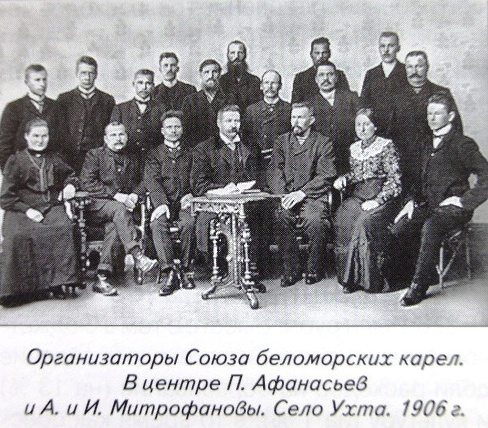

К концу XIX века в России обострились общественно-политические проблемы, главными среди которых были: отсутствие демократических принципов в государственном устройстве, отсутствие общественных свобод (слова, совести, собраний и т. п.), отсутствие национального равноправия, отсутствие свободы предпринимательства. В результате давления начавшейся в России Революции (1905—1907), верховная власть сделала определённые вынужденные уступки — 17 октября 1905 года император Николай II издал манифест «Об усовершенствовании государственного порядка». В манифесте было продекларировано обязательство правительства созвать Государственную думу, наделённую законодательными полномочиями, ввести всеобщее избирательное право, а также «даровать» населению основные гражданские свободы: неприкосновенность личности, свободу совести, слова, общественных собраний и союзов. Манифест послужил законодательной основой для активизации карельского национального движения.
В декабре 1905 года в посёлке Ухта Архангельской губернии прошёл съезд делегатов беломорских карел от волостей Кемского уезда. Организаторами выступили представители кадетской партии местные купцы П. Афанасьев и А. Митрофанов. Делегаты потребовали от правительства права на обучение детей финскому языку, перевода на финский язык церковной службы, безпошлинной торговли с Финляндией. В апреле 1906 года в Финляндии в городе Вааса состоялся организационный съезд Союза, а в августе 1906 года на территории Финляндии в Таммерфорсе прошёл учредительный съезд Союза беломорских карел. Съезд утвердил устав, главной целью которого было провозглашено объединение родственных карельского и финского народов, населявших Олонецкую и Архангельскую губернии, улучшение духовного и материального положения беломорских карел. Председателем Союза был избран Алексей Митрофанов (Алекси Митро). Позднее штаб-квартира организации была перенесена в Сердоболь (ныне Сортавала). С 1906 года в Союзе состояло 627 членов, из них постоянно проживали в Княжестве Финляндском почти 500 человек.
Союз беломорских карел вёл просветительскую деятельность. За полгода его деятельности было открыто в Карелии пять финских школ, две передвижные школы, ремесленная школа в посёлке Ухта, издан новый иллюстрированный финский букварь для школ, открыто 22 библиотеки-читальни. В 1906 году стала выходить предназначенная для карельского населения газета на финском языке «Карельские беседы» (позднее её сменил журнал на финском языке «Карельский путник»), финские чиновники почтово-телеграфной службы приступили к исследованию границ, чтобы открыть новые станции и проложить новые дороги в Карелию, начала строиться большая дорога из Финляндии в Архангельскую губернию.
Представители Союза выезжали в Олонецкую губернию, беседовали с местным карельским населением, проводили лютеранские богослужения, раздавали и продавали Евангелия, книги и брошюры духовного содержания на карельском, финском и русском языках, предоставляли финансовую помощь бедным.
Российская власть увидела «панфинскую угрозу» в миссионерской деятельности Союза беломорских карел, в противовес которому под покровительством олонецкого губернатора в конце ноября 1907 года в Карелии было создано Карельское Православное братство, главной задачей которого было воспитание карельского населения в неразрывном единстве с Российской Империей и преданности Православной Церкви.
Премьер царского правительства П. А. Столыпин потребовал от генерал-губернатора Финлядского княжества Н. Н. Герарда, олонецкого губернатора Н. В. Протасьева и архангельского губернатора И. В. Сосновского прекратить деятельность Союза. В 1908 году были высланы в Сибирь ухтинские активисты Союза беломорских карел крестьяне В. И. Еремеев и Ф. Р. Ремшуев. В 1911 году деятельность Союза была прекращена.

## Карельское просветительское общество
Деятельность возобновилась в апреле 1917 года на собрании в Тампере, когда было образовано Карельское просветительское общество (Karjalan Sivistysseura), принявшее непосредственное участие в создании в 1919 году независимого Северокарельского государства.

## Председатели Союза Беломорских карел и Карельского Просветительского общества
- Алексей Митрофанов (Алекси Митро) (1906—1936)
- Вилле Маттинен (1936—1953)
- Алекси Лахелма (1953—1961)
- Борис Карппела (1961—1983)
- Йорма Пуустинен (1983—1991)
- Пентти Кёюняс (1991—2001)
- Ритва Киви (2001—2009)
- Кари Кемппинен (2009—2011)
- Ээва-Кайса Линна с 2011 года